# Heposaari (ö i Finland, Birkaland, Tammerfors, lat 61,52, long 23,93)
Heposaari är en ö i Finland. Den ligger i sjön Näsijärvi och i kommunen Tammerfors i den ekonomiska regionen Tammerfors och landskapet Birkaland, i den södra delen av landet, 160 km norr om huvudstaden Helsingfors. Öns area är 6,1 hektar och dess största längd är 470 meter i öst-västlig riktning.